# Bokförlaget Bakhåll
Bakhåll är ett svenskt bokförlag grundat 1980 och inriktat på utgivning av skönlitteratur. 

## Historia

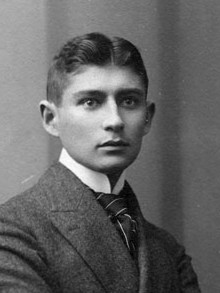
Bakhåll ger ut Franz Kafkas (ovan) samlade verk i svensk nyöversättning.

Bakhåll grundades 1980 av författaren och förläggaren Örjan Gerhardsson som tillsammans med sin bror författaren Krister Gerhardsson driver förlaget. De ger båda ut egna böcker på förlaget under pseudonymerna Peter Glas och Dekius Lack. En tidig framgång för förlaget var utgivningen av den egyptiske författaren Naguib Mahfouz romaner i svensk översättning, då Bakhåll var enda svenska förlag som hade författarens verk i lager när denne fick nobelpriset 1988. Bakhåll uppmärksammades också i media 1997 då man gav ut John Lennons bok A Spaniard in the Works/En spann jord i maskineriet tillsammans med en CD-skiva med tidigare outgivna sånger av John Lennon, förmedlade av hans änka Yoko Ono. Förlaget har sedan fortsatt ge ut böcker av både Lennon och Ono. Från 1985 och framåt har förlaget gett ut den svenske kultförfattaren Sture Dahlströms böcker och Bakhåll bildade 1999 ett litterärt sällskap ägnat Dahlström. Förlaget har också uppmärksammats för sin pågående utgivning av Franz Kafkas samlade verk i svensk översättning av Erik Ågren och Hans Blomqvist. 2016 och 2023 hade förlaget åter nobelpristagare i litteratur, Bob Dylan respektive Jon Fosse.

## Utgivning

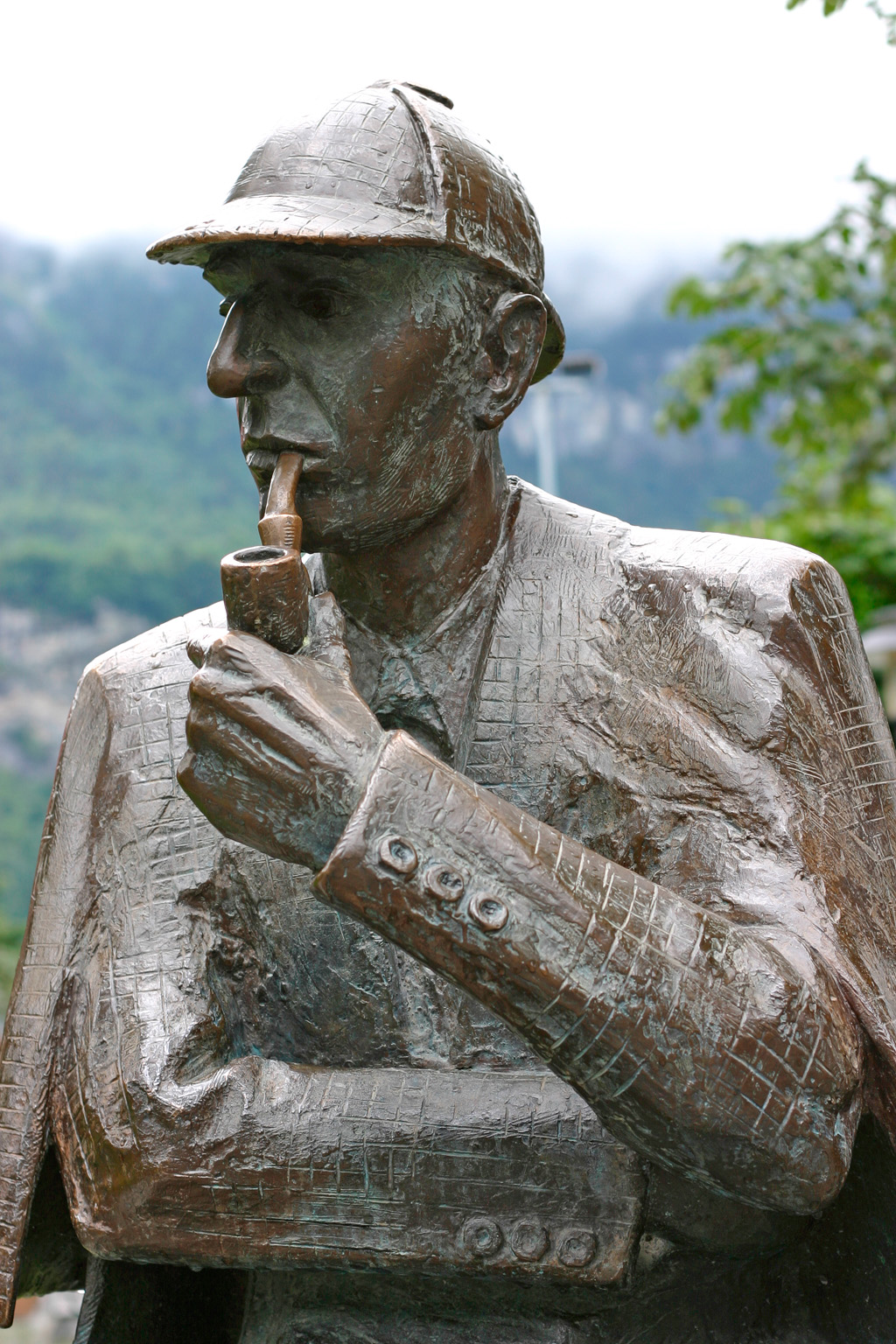
Bakhåll har gett ut nyöversättningar av Artur Conan Doyles Sherlock Holmesböcker. (Staty i Meiringen i Schweiz.)

Bakhåll har främst gett ut skönlitterär prosa, men ger också ut en serie med kända musikers självbiografier, såsom Louis Armstrongs och Chet Bakers. Poesi och enstaka volymer med dramatik har getts ut samt tecknade serier av till exempel Daniel Ahlgren. Förutom bokutgivningen har Bakhåll även gett ut CD-skivor med historiska radioinspelningar och liknande.
Bakhåll har inriktat sig på litteratur som kan beskrivas som underground eller avantgarde, såsom amerikanska beatnik-författare och författare med anknytning till dada och andra modernistiska rörelser från 1900-talets början. Förlaget har en omfattande klassikerutgivning av författare som Franz Kafka och Fjodor Dostojevskij. Även nyöversättningar av populära klassiker som Arthur Conan Doyles Sherlock Holmesböcker, H P Lovecrafts skräcknoveller och Robert Louis Stevensons Dr. Jekyll och Mr. Hyde har getts ut av Bakhåll. 
Bland översättningarna har äldre litteratur dominerat, men också en del samtida svenska författare har getts ut på förlaget, som Sture Dahlström och på senare år Jan Lundius, Per Simonsson och Oline Stig.

## Författare Bakhåll gett ut (exempel)
- Edwin Abbott
- Adonis
- Wilhelm Agrell
- Daniel Ahlgren
- Rafael Alberti
- Dan Andersson
- Oskar Andersson
- Guillaume Apollinaire
- Louis Armstrong
- Chet Baker
- Charles Baudelaire
- Hesham Bahari
- John Berryman
- William Blake
- Helena Blavatsky
- Richard Brautigan
- Joan Brossa
- Rolf Dieter Brinkmann
- Neal Cassady
- Leonard Cohen
- Joseph Conrad
- Stephen Crane
- Robert Crumb
- David Zane Mairowitz
- Sture Dahlström
- Salvador Dali
- Philip K. Dick
- Robert Desnos
- Fjodor Dostojevskij
- Arthur Conan Doyle
- Bob Dylan
- T.S. Eliot
- Epiktetos
- Falstaff, fakir
- Gustave Flaubert
- Jon Fosse
- Eric Fylkeson
- Paul Gauguin
- Allen Ginsberg
- Peter Glas
- Ola Hansson
- Ernest Hemingway
- George Herriman
- Hermann Hesse
- Harry Houdini
- Ernst Jandl
- Alfred Jarry
- Franz Kafka
- Heinrich von Kleist
- Tuli Kupferberg
- Dekius Lack
- Lasse Maja
- John Lennon
- Siegfried Lenz
- Helena Looft
- H P Lovecraft
- Lucebert
- Kristina Lugn
- Jan Lundius
- Naguib Mahfouz
- Vladimir Majakovskij
- Jim Morrison
- Ester Blenda Nordström
- Yoko Ono
- George Orwell
- Blaise Pascal
- Edgar Allan Poe
- Joakim Pirinen
- Raymond Queneau
- Yasmina Reza
- Rainer Maria Rilke
- Arthur Rimbaud
- J.D. Salinger
- Håkan Sandell
- Erik Satie
- Mary Shelley
- Gilbert Shelton
- Gertrude Stein
- Robert Louis Stevenson
- Oline Stig
- Bram Stoker
- August Strindberg
- Michael Strunge
- Edith Södergran
- Amos Tutuola
- Tristan Tzara
- Vincent van Gogh
- Andy Warhol
- Boris Vian
- Colin Wilson
- Elin Wägner
- Lao Zi
- Ola Åstrand